# Takydromus sikkimensis
Espèce
Takydromus sikkimensis est une espèce de sauriens de la famille des Lacertidae.

## Répartition
Cette espèce est endémique du Sikkim en Inde.

## Étymologie
Son nom d'espèce, composé de sikkim et du suffixe latin -ensis, « qui vit dans, qui habite », lui a été donné en référence au lieu de sa découverte.

## Publication originale
- Günther, 1888 : On a collection of reptiles from China. Annals and Magazine of Natural History, ser. 6, vol. 1, p. 165-172 (texte intégral).